# Monstar
Monstar är en sydkoreansk TV-serie som sändes på Mnet, med Yong Jun-hyung, Ha Yeon-soo och Kang Ha-neul i huvudrollerna.

## Rollista (i urval)
- Yong Jun-hyung som Yoon Seol-chan
- Ha Yeon-soo som Min Se-yi
- Kang Ha-neul som Jung Sun-woo
  - Yoon Chan-young som Jung Sun-woo (liten)
- Ahn Nae-sang som Han Ji-woong
  - Jung Joon-young som Han Ji-woong (liten)
- Andy Chiong som Jeong A-reum